# Simon (frère de Jésus)
Pour les articles homonymes, voir Simon.
Simon (en grec ancien : Σίμων, Símōn) est l'un des frères de Jésus cités dans l'Évangile de Marc (Mc 6,3) et de Matthieu (Mt 13,55), au même titre que Jacques, Joset et Jude.
Il est souvent identifié à Siméon de Jérusalem (cousin germain de Jésus de Nazareth puisque fils de Clopas, ce dernier lui-même frère de Joseph, le père de Jésus) qui a pris la succession de Jacques, à la tête de l'Église de Jérusalem (Eusèbe de Césarée, Hist. eccl. 3, 11, 32).